# Грабовський Володимир Семенович
Володимир Семенович Грабовський (народився 21 листопада 1943 в місті Косові Івано-Франківської області) — український музикознавець,  культуролог, організатор мистецького життя. Викладач Дрогобицького державного музичного училища ім. В. Барвінського, голова Дрогобицької організації Національної спілки композиторів України від заснування. 

## Доробок
В доробку автора — понад триста друкованих матеріалів (статті, рецензії, есеї та ін.), опублікованих у вітчизняних та зарубіжних наукових збірниках, часописах. 
Серед інших — це журнали «Музика», «Сучасність», «Українська культура», «Всесвіт», «Літопис Бойківщини» (Україна-США-Канада); газети «Культура і життя», «Українська музична газета»(Україна), «Свобода», «Америка»(США), «Українська думка» (Англія), «Міст»(Канада) та ін. 
У цих та інших виданнях популяризує найкращі надбання української культури, мистецтва та музики, пропонує свій погляд на роль і функціонування мистецтва звуків у суспільстві в контексті глобалізації та інших явищ сучасності.
В. Грабовський є автором та редактором-упорядником низки книг, посібників та нотно-музичних збірників, серед іншого, збірники, присвячені композиторові Василеві Барвінському, нотні видання творів Богдани Фільц, Миколи Колесси тощо.
Автор близько 100 статей про діячів музичної культури та мистецтва до ЕСУ («Енциклопедія сучасної України») та УМЕ («Українська музична енциклопедія»).